# Sizwe Sydney Mdluli
Sizwe Sydney Mdluli (* 17. Mai 1969) ist ein ehemaliger eswatinischer Leichtathlet.
Er trat bei den Olympischen Sommerspielen 1988 in Seoul und den Olympischen Sommerspielen 1992 in Barcelona an. Zudem war er 1988 Fahnenträger der eswatinischen Mannschaft bei der Eröffnungszeremonie.